# 恋味母娘
『恋味母娘』（こいあじおやこ）とは、2012年2月19日の14:00 - 15:25（JST）に、テレビ朝日系列で放映された単発のテレビドラマである。
「第11回文芸社ドラマスペシャル」として放送された。

## 概要
ブティックを自営し齡70になっても自立の人生を歩んでいる母。そんな母にコンプレックスを抱き続け専業主婦の道を選んだ娘。正反対の母娘は長年に渡り確執を続けていた。
ドラマは、夫に先立たれた娘の新たな夢への歩みを通じた、母娘の確執の氷解を描いている。

## 出演
- 西山佐和子：斉藤由貴（幼少期：岐津舞）
- 吉田富江（佐和子の母）：白川由美（少女期：藤社優美、40代：野々宮かおり）
- 森崎信二（富江の恋人）：髙嶋政宏
- 樋口雄介（銀行員・佐和子と恋仲になる）：加藤虎ノ介
- 西山菜穂（佐和子の娘）：上白石萌音
- ブティック店員：福山亜弥
- 上村愛香、堀口敬巧、デシイ、邑上直樹

## スタッフ
- 原作：村井日向子著「恋味定食」（文芸社刊）
- 企画協力：文芸社
- 脚本：井沢満
- 演出：長谷川康
- 音楽：吉川清之
- フードコーディネイター：里見陽子
- プロデュース：小林由紀子、蔵本憲昭（電通）、島川博篤（テレビ朝日）
- 技術協力：アップサイド
- 美術協力：舞クリエーション
- 編集・MA：映広
- 制作：テレビ朝日、電通